# Schriftsatznachlass
Ein Schriftsatznachlass ist im deutschen Zivilprozessrecht eine richterliche Schriftsatzfrist zur Erklärung über Tatsachen, die einer Prozesspartei im Anschluss an eine mündliche Verhandlung gewährt wird.
Voraussetzung für den Schriftsatznachlass ist, dass eine Partei während der mündlichen Verhandlung mit neuem Vorbringen des Prozessgegners (§ 283 ZPO) oder mit einem richterlichen Hinweis (§ 139 Abs. 5 ZPO) konfrontiert wird, zu dem sie sich nicht sofort äußern kann, und die Partei die Gewährung eines Schriftsatznachlasses ausdrücklich beantragt. Der Schriftsatznachlass ist eine Ausnahme von der Regel, dass Angriffs- und Verteidigungsmittel nach Abschluss der mündlichen Verhandlung grundsätzlich nicht mehr berücksichtigt werden (§ 296a ZPO, Präklusion).
Das Vorbringen des Gegners muss entscheidungserheblich sein und der Prozesspartei nicht rechtzeitig vor der mündlichen Verhandlung mitgeteilt worden sein; als rechtzeitig gilt nach § 132 ZPO eine Frist von einer Woche vor dem Termin. Zudem muss der Partei eine Erklärung in der mündlichen Verhandlung tatsächlich unmöglich sein (bspw. weil ein allein anwesender Prozessbevollmächtigter Rücksprache mit seinem Mandanten halten müsste); hierüber entscheidet das Gericht nach pflichtgemäßem Ermessen.
Wird ein Schriftsatznachlass gewährt, bestimmt das Gericht einen Verkündungstermin sowie eine Frist, innerhalb derer der Schriftsatz einzureichen ist. Fristgerechtes Vorbringen muss, verspätetes Vorbringen kann im Rahmen der Entscheidung berücksichtigt werden.
Kann die Partei sich im Termin nicht erklären, ist ihr Anspruch auf rechtliches Gehör auch dann zu wahren, wenn kein Schriftsatznachlass beantragt wird. In einem solchen Fall ist es nach Ansicht des Bundesgerichtshofs (BGH) gehörswidrig, ein Urteil schon am Ende der Sitzung zu verkünden oder ergänzendes Vorbringen in einem nicht nachgelassenen Schriftsatz nicht zu berücksichtigen. Nach Ansicht eines Teils der Senate des BGH und wohl auch des OLG Düsseldorf muss das Gericht in einem solchen Fall sogar von Amts wegen vertagen (§ 227 ZPO). Ist das Vorbringen entscheidungserheblich, muss das Gericht die mündliche Verhandlung nach § 156 Abs. 2 Nr. 1 ZPO wiedereröffnen oder in das schriftliche Verfahren übergehen (§ 128 Abs. 2 ZPO).
Reichen beide Seiten vorbereitende Schriftsätze erst kurz vor oder gar erst im Termin ein, kann grundsätzlich beiden Seiten ein Schriftsatznachlass gewährt werden.